# Az-Záhir abbászida kalifa
Az-Záhir (1176 – 1226. július 10.) abbászida kalifa 1225-től.
An-Nászir fiaként született, és már 1189-től trónörökössé volt nyilvánítva. Édesapja hosszú élete miatt azonban csak 36 évvel később, 1225-ben, 49 éves korában léphetett a trónra. Uralkodása alatt csökkentette az adókat, és erős hadsereget próbált felállítani a külső támadások kivédésére. Kilenc hónappal a trónralépte után elhunyt. A trónon fia, I. al-Musztanszir követte.